# Барановський Леонід Андрійович (митрофорний протоієрей)
Леонід Андрійович Барановський (рос. Леонид Андреевич Барановский, нар. 1 січня 1919, с. Малев[уточнити] — пом. 2 липня 2001) — митрофорний протоієрей.

## Релігійна діяльність
Українець, закінчив Кременецьку духовну семінарію, Варшавський богословський ліцей, священик. 
З 1942 по 1946 рр. — настоятель храму Різдва Пресвятої Богородиці в с. Рогізне на Волині.
З 1956 по 1970 рр. — повертається до священичого служіння в Караганді (Казахстан).
З 1970 по 1990 рр. — настоятель Покровського храму в Мотовилівці. 
З 1990 по 2001 рр. — настоятель Свято-Успінського храму в Боровій (Київська обл.)

## Ув'язнення
На момент арешту проживав у с. Рогізне Козинського р-ну. 
За підтримку підпільників УПА заарештований 4 липня 1946 р. УМДБ у Рівненській обл. Обвинувачений за ст. 54-1а КК УРСР. Засуджений ВТ військ МВС Рівненської обл. 15 листопада 1946 р. на 10 р. ВТТ і 5 р. позбавлення прав з конфіскацією майна. 
Брат о. Леоніда, свящ. Володимир Барановський, за підтримку УПА був розстріляний гітлерівцями.
Пройшов радянські концтабори працюючи в геологічній розвідці, вижив, був звільнений 1956 р. з поразкою в правах.
Реабілітований постановою президії Рівненського облсуду від 6 червня 1990 р.

## Пам'ять нащадків
Згідно рішення № 3 від 11.11.2016 Борівської селищної ради та на виконання Розпорядження Київської обласної державної адміністрації № 196 від 20.05.2016 [Архівовано 15 липня 2019 у Wayback Machine.] на честь Леоніда Барановського було перейменовано колишню вулицю Пархоменка в смт Борова Фастівського району Київської області.

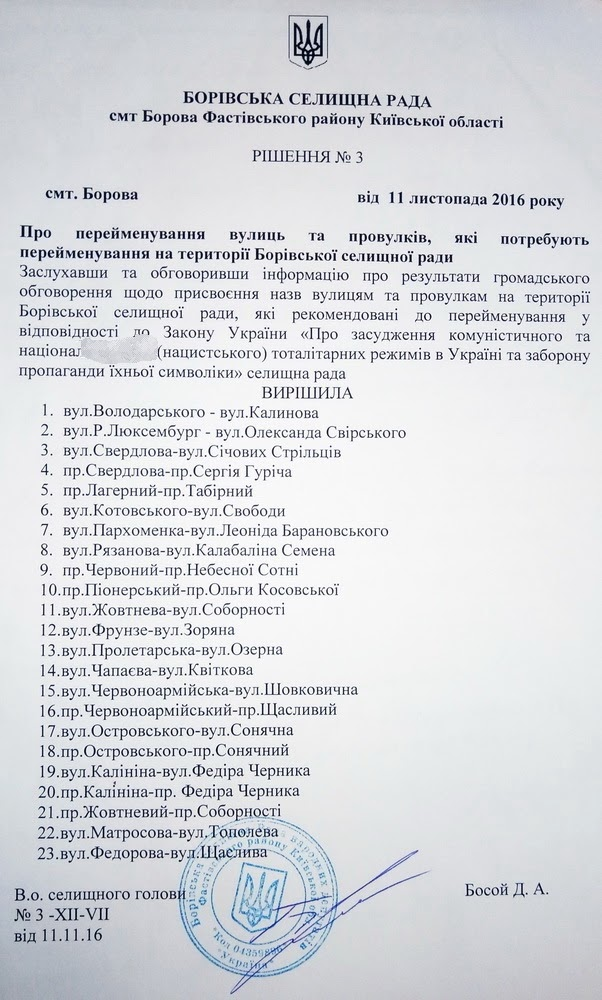
Рішення № 3 БСР від 11.11.2016 про перейменування вулиць

## Джерело
Архів Управління СБУ у Рівненській обл. Фонд "П". Спр. 8405. Архівно-кримінальна справа.